# Lijst van rijksmonumenten in Meerssen (plaats)
De plaats Meerssen telt 37 inschrijvingen in het rijksmonumentenregister. Hieronder een overzicht.
| Object | Oorspronkelijke functie?  | Bouwjaar                                                 | Architect         | Locatie                                    | Coördinaten?                  | Nr.?   | Afbeelding                        |
| --- | ------------------------- | -------------------------------------------------------- | ----------------- | ------------------------------------------ | ----------------------------- | ------ | --------------------------------- |
| Hotel Vluggen/'de Proosdij' | Woonhuis                  | laatste helft 18e eeuw                                   |                   | Beekstraat 52                              | 50° 53' 7" NB, 5° 45' 13" OL  | 28444  | Meer afbeeldingen                 |
| Leopoldskerkje | Kerk en kerkonderdeel     | 1836                                                     |                   | Gansbaan 7                                 | 50° 53' 2" NB, 5° 45' 23" OL  | 28445  | Meer afbeeldingen                 |
| Basiliek van het H. Sacrament | Kerk en kerkonderdeel     | 14e eeuw 1936-1938 (vergroot)                            |                   | Markt bij 25                               | 50° 53' 1" NB, 5° 45' 18" OL  | 28446  | Meer afbeeldingen                 |
| Huis van mergel | Woonhuis                  | eerste helft 19e eeuw                                    |                   | Markt 1                                    | 50° 53' 3" NB, 5° 45' 22" OL  | 28447  | Meer afbeeldingen                 |
| Kapelanie | Kerkelijke dienstwoning   | eerste kwart 19e eeuw                                    |                   | Markt 21                                   | 50° 52' 60" NB, 5° 45' 18" OL | 28448  | Meer afbeeldingen                 |
| Pand van baksteen en mergel, gelegen aan een binnenplaats | Woonhuis                  | eerste helft 19e eeuw                                    |                   | Markt 27                                   | 50° 53' 2" NB, 5° 45' 14" OL  | 28449  | Meer afbeeldingen                 |
| Proosdij Hoeve: veestalling | Woonhuis                  |                                                          |                   | Kerkstraat 8                               | 50° 53' 5" NB, 5° 45' 13" OL  | 28450  | Meer afbeeldingen                 |
| Synagoge (Meerssen) | Kerk en kerkonderdeel     | 1851                                                     | J.L. Lemmens      | Kuileneindestraat 22A                      | 50° 53' 8" NB, 5° 45' 25" OL  | 28451  | Meer afbeeldingen                 |
| Gemeentehuis | Bestuursgebouw en onderdl | eerste helft 19e eeuw 1734 (herplaatste poortsluitsteen) |                   | Markt 10                                   | 50° 53' 4" NB, 5° 45' 20" OL  | 28452  | Meer afbeeldingen                 |
| Groote, Oude of Banmolen: Watermolen aan de Geul, vernieuwd en met herplaatste gevelsteen met tijdvers                                                          | Industrie- en poldermolen | 1935                                                     |                   | Molenveldweg 5                             | 50° 52' 53" NB, 5° 45' 21" OL | 28454  | Meer afbeeldingen                 |
| Station Meerssen | Transport                 | 1901                                                     |                   | Stationsplein 3                            | 50° 52' 58" NB, 5° 45' 2" OL  | 28455  | Meer afbeeldingen                 |
| Proosdijpark: een U-vormige gracht als rest van de voormalige proosdij, bij de ingangen van het park twee paar hekpijlers en een fragment van de omheiningsmuur | Klooster, kloosteronderdl | ca. 1800 eerste helft 19e eeuw                           |                   | Engelse park Stationsstraat                | 50° 53' 2" NB, 5° 45' 10" OL  | 28456  | Meer afbeeldingen                 |
| De Poort der Geulvallei: voormalig landhuis - thans - hotel | Kasteel, buitenplaats     | eerste helft 19e eeuw                                    |                   | Tussen de Bruggen 1                        | 50° 52' 50" NB, 5° 44' 59" OL | 28457  | Meer afbeeldingen                 |
| Twee panden in oude trant herbouwd | Boerderij                 |                                                          |                   | Tussen de Bruggen 4                        | 50° 52' 52" NB, 5° 44' 60" OL | 28458  | Meer afbeeldingen                 |
| Hoeve "Het tribunaal" | Boerderij                 | 1731 en eerste helft 19e eeuw                            |                   | Tussen de Bruggen 6                        | 50° 52' 51" NB, 5° 44' 59" OL | 28459  | Meer afbeeldingen                 |
| Hoeve van baksteen, mergel en vakwerk om een gesloten binnenplaats                                                                                              | Boerderij                 | eerste helft 19e eeuw                                    |                   | Raar 21                                    | 50° 53' 10" NB, 5° 46' 34" OL | 28460  | Meer afbeeldingen                 |
| Huis Raar | Boerderij                 | 1771                                                     |                   | Raar 37                                    | 50° 53' 12" NB, 5° 46' 50" OL | 28461  | Meer afbeeldingen                 |
| Woongedeelte L-vormig | Boerderij                 |                                                          |                   | Raar 40                                    | 50° 53' 11" NB, 5° 46' 51" OL | 28462  | Meer afbeeldingen                 |
| Vakwerkhuis | Boerderij                 |                                                          |                   | Raar 47                                    | 50° 53' 12" NB, 5° 46' 53" OL | 28463  | Meer afbeeldingen                 |
| Terrein met overblijfselen Romeinse villa Meerssen-Onderste Herkenberg                                                                                          | Archeologisch monument    | Romeinse tijd                                            |                   | Terrein ten zuidwesten Houthemerweg        | 50° 52' 57" NB, 5° 45' 41" OL | 45777  | Meer afbeeldingen                 |
| Begraafplaats van Aubel op de Algemene Begraafplaats Meerssen                                                                                                   | Begraafplaats en -onderdl | 1920                                                     |                   | Pastoor Nicolaas Creftenstraat tegenover 4 | 50° 53' 13" NB, 5° 44' 60" OL | 507207 | Meer afbeeldingen                 |
| Familiegraf Fam. Brouwers op de Algemene Begraafplaats Meerssen                                                                                                 | Begraafplaats en -onderdl | 1900                                                     |                   | Pastoor Nicolaas Creftenstraat tegenover 4 | 50° 53' 13" NB, 5° 44' 60" OL | 507208 | Meer afbeeldingen                 |
| Familiegraf Kleuters-Janssen op de Algemene Begraafplaats Meerssen                                                                                              | Begraafplaats en -onderdl | 1910                                                     |                   | Pastoor Nicolaas Creftenstraat tegenover 4 | 50° 53' 13" NB, 5° 44' 60" OL | 507209 | Meer afbeeldingen                 |
| Gloriëtte | Tuin, park en plantsoen   | 1890, circa                                              |                   | Markt bij 25                               | 50° 53' 1" NB, 5° 45' 15" OL  | 507214 | Meer afbeeldingen                 |
| Vredeskapel | Kapel                     | 1941                                                     |                   | Markt bij 25                               | 50° 53' 1" NB, 5° 45' 15" OL  | 507215 | Meer afbeeldingen                 |
| Old Vicarage | Dienstwoning              | 1850                                                     |                   | Gansbaan 9                                 | 50° 53' 1" NB, 5° 45' 25" OL  | 507219 | Meer afbeeldingen                 |
| Woonhuis in Engelse Cottage stijl | Woonhuis                  | 1918                                                     | Anton Karel Beudt | Bunderstraat 32                            | 50° 53' 8" NB, 5° 45' 4" OL   | 507222 | Woonhuis in Engelse Cottage stijl |
| Bliss | Woonhuis                  | 1922                                                     |                   | Bunderstraat 83                            | 50° 53' 7" NB, 5° 44' 54" OL  | 507223 | Bliss                             |
| Sint-Jozefkapel | Kapel                     | 1930                                                     |                   | Bunderstraat bij 156                       | 50° 53' 12" NB, 5° 44' 43" OL | 507224 | Meer afbeeldingen                 |
| Huize Eyckendael | Woonhuis                  | 1900                                                     |                   | Houthemerweg 74                            | 50° 52' 46" NB, 5° 46' 5" OL  | 507225 | Huize Eyckendael                  |
| Zuiderhof | Dienstwoning              | 1905                                                     |                   | Kuileneindestraat 6                        | 50° 53' 6" NB, 5° 45' 25" OL  | 507228 | Meer afbeeldingen                 |
| Grafkapel Petrus Regout | Begraafplaats en -onderdl | 1869                                                     |                   | Markt 15                                   | 50° 53' 2" NB, 5° 45' 20" OL  | 507229 | Meer afbeeldingen                 |
| Villa Weert | Kasteel, buitenplaats     | 1896                                                     |                   | Weert 78                                   | 50° 53' 2" NB, 5° 44' 4" OL   | 507232 | Meer afbeeldingen                 |
| Huis met de trappen, woon/winkelhuis met brouwerijvleugel | Woonhuis                  | 1826                                                     |                   | Beekstraat 62                              | 50° 53' 7" NB, 5° 45' 10" OL  | 514739 | Meer afbeeldingen                 |
| Huis met de trappen: bijgebouw | Werk-woonhuis             | 1880                                                     |                   | Beekstraat 62                              | 50° 53' 7" NB, 5° 45' 10" OL  | 526067 | Meer afbeeldingen                 |
| Huis met de trappen: privaatgebouwtje op binnenhof | Werk-woonhuis             | 1880                                                     |                   | Beekstraat 62                              | 50° 53' 7" NB, 5° 45' 10" OL  | 526068 | Upload foto                       |
| Huis met de trappen: bakstenen en mergelstenen tuinmuur met gemetselde hekpijlers                                                                               | Werk-woonhuis             | 1880                                                     |                   | Beekstraat 62                              | 50° 53' 7" NB, 5° 45' 10" OL  | 526069 | Meer afbeeldingen                 |